# This Is the Night
This Is the Night är en musiksingel från den maltesiska sångaren Kurt Calleja. Låten är skriven av Kurt Calleja själv i samarbete med Johan Jämtberg och Mikael Gunnerås. Singeln släpptes den 28 mars 2012.
Låten representerade Malta vid Eurovision Song Contest 2012 i Baku i Azerbajdzjan. Låten framfördes i den andra semifinalen den 24 maj. Därifrån tog sig låten vidare till finalen som hölls den 26 maj. Där hamnade bidraget på 21:a plats av 26 tävlande och fick totalt 41 poäng.

## Musikvideo
Den officiella musikvideon hade premiär den 16 mars. Videon som filmades över en helg spelades in på två platser. Den ena platsen var Radisson Blu Resort and Spa vid byn Manikata och den andra platsen var vid parkeringen till ett sjukhus i huvudstaden Valletta. Förutom Kurt Kalleja och hans bandmedlemmar så innehåller videon fler än 60 dansare. Detta var Callejas andra musikvideo efter den han spelade in till sin låt "Over and Over".

## Versioner
1. "This Is the Night" – 3:01[2]
2. "This Is the Night" (instrumentalversion) – 3:02[2]
3. "This Is the Night" (Promostella Club Remix) – 5:03[2]